# Ursula Strätz
Ursula Strätz (née le 28 septembre 1940 à Schweinfurt, morte le 15 septembre 2011 à Burglengenfeld) est une actrice allemande.

## Biographie
Ursula Strätz fonde l'Action-Theater. à Munich en mars 1967 avec son premier mari Horst Söhnlein ainsi que Hans Hirschmüller (de) et Peer Raben. À l'invitation d'Ursula Strätz, Rainer Werner Fassbinder rejoint rapidement le théâtre en tant qu'acteur et metteur en scène. La propre pièce de Fassbinder, Katzenmacher, y est créée en 1968. Ce dernier devient rapidement le chef de la troupe de théâtre.
Ursula Strätz, qui a d'importants problèmes d'alcool en raison de son amour insatisfait pour Fassbinder, joue dans plusieurs films de Fassbinder, principalement dans des seconds rôles mineurs. Elle travaille avec d'autres réalisateurs du nouveau cinéma allemand, par exemple Hans-Jürgen Syberberg, Werner Schroeter et Josef Rödl.
L'artiste, qui est aussi peintre, fut mariée à Bernd Thomä en secondes noces. Elle est enterrée au cimetière de Burglengenfeld.

## Filmographie

### Au cinéma
- 1969 : L'amour est plus froid que la mort (Liebe ist kälter als der Tod) de Rainer Werner Fassbinder : une prostituée
- 1970 : Les Dieux de la peste (Götter der Pest) de Rainer Werner Fassbinder : la propriétaire du magasin d'antiquités
- 1971 : Mathias Kneissl de Reinhard Hauff
- 1972 : Ludwig, requiem pour un roi vierge (Ludwig - Requiem für einen jungfräulichen König) de Hans-Jürgen Syberberg
- 1974 : Effi Briest de Rainer Werner Fassbinder : Roswitha
- 1975 : Le Droit du plus fort (Faustrecht der Freiheit) de Rainer Werner Fassbinder : Mme Antoinette
- 1975 : Irene
- 1979 : Die erste Polka de Klaus Emmerich : la veuve Zoppas
- 1979 : Der ganz normale Wahnsinn (de) (série télévisée, 1 épisode)
- 1980 : Theo contre le reste du monde (Theo gegen den Rest der Welt) de Peter F. Bringmann : la mère en vacances
- 1980 : Jauche und Levkojen (de)
- 1981 : Trokadero (de)
- 1981 : Le Jour des idiots de Werner Schroeter
- 1982 : Love Unlimited
- 1983 : Grenzenlos
- 1998 : Fette Welt

### À la télévision
- 1970 : Le Voyage à Niklashausen (Die Niklashauser Fart) de Rainer Werner Fassbinder et Michael Fengler
- 1972 : Adele Spitzeder de Peer Raben : Emilie Stier
- 1972 : Huit heures ne font pas un jour (1 épisode) de Rainer Werner Fassbinder
- 1979 : Die Stühle des Herrn Szmil
- 1982 : Kampftag
- 1983 : Anderland (de) (série télévisée, 1 épisode)